# B.J. Hill
Bobby Gene Hill Jr. (Oakboro, 20 aprile 1995) è un giocatore di football americano statunitense che milita nel ruolo di defensive tackle per i Cincinnati Bengals della National Football League (NFL).

## Carriera

### New York Giants
I New York Giants scelsero Hill nel corso del terzo giro (69º assoluto) del Draft NFL 2018. Fu il quinto defensive tackle selezionato. Nella settimana 3 contro gli Houston Texans fece registrare il suo primo sack. Nella partita successiva, una sconfitta contro i New Orleans Saints, mise a segno il suo secondo sack. La sua stagione da rookie si chiuse con 5,5 sack
Le statistiche di Hill calarono nel 2019, facendo registrare 36 tackle e un sack.
Nel 2020 Hill mise a segno il primo sack della stagione ai danni di Mitchell Trubisky nella gara contro i Chicago Bears nel secondo turno.

### Cincinnati Bengals
Il 30 agosto 2021 Hill fu scambiato con i Cincinnati Bengals per il centro Billy Price. Nella finale della AFC contro i Kansas City Chiefs mise a segno un intercetto su Patrick Mahomes con i Bengals in svantaggio per 13-21 con 2:18 del terzo quarto, portando al touchdown del pareggio nella vittoria per 27–24 ai tempi supplementari. Due settimane dopo partì come titolare nel Super Bowl LVI dove i Bengals furono sconfitti dai Los Angeles Rams per 23-20.
Nel 14º turno della stagione 2023, Hill mise a segno un intercetto su Gardner Minshew nella vittoria sugli Indianapolis Colts.
Il 10 marzo 2025 Hill firmó un nuovo contratto triennale del valore di 33 milioni di dollari.

## Palmarès
- American Football Conference Championship: 1

Cincinnati Bengals: 2021